# Toszecki Potok
Toszecki Potok (Toszek) – rzeka, prawostronny dopływ Kłodnicy o długości 18,07 km.
Rzeka płynie w województwie śląskim. Zaczyna bieg na północny zachód od Kotliszowic w okolicach przysiólka wsi Wiśnicze o nazwie Gaj. Dalej płynie przez dzielnicę Toszka Oracze, a następnie przez samo miasto, zasilając staw przy ul. Strzeleckiej u podnóży zamku. Po minięciu granicy płynie przez Boguszyce, następnie w pobliżu Ciochowic oraz przez Słupsko. W Niewieszy zasila zbiornik Pławniowice.